# Емель (річка)
Емель (каз. Еміл) або Емінь (кит. спр. 额敏河, піньїнь: Émǐn hé) — річка у Східноказахстанській області Казахстану і Сіньцзян-Уйгурському автономному районі КНР. Довжина річки становить близько 250 км.
Основні постійні притоки — річки Кексу, Тачен та інші, що пересихають. Тече у західному напрямку. На річці розташоване селище Дербільджин, у якому розташоване правління повіту Дербільджин округу Тачен Сіньцзян-Уйгурського автономного району. Низовини річки пустельні і безлюдні.
Емель у перекладі означає «барханна річка». Є й інший переклад з тюркських, що буквально означає «лікуюча» річка. При впадінні в озеро Алаколь утворює невелику дельту, неподалік дельти річки Хатинсу.